# Le diable souffle
Pour plus de détails, voir Fiche technique et Distribution.
Le diable souffle est un film français réalisé par Edmond T. Gréville et sorti en 1947.

## Synopsis
Insulaire, Laurent a rencontré sur le continent Louvaine. Très épris d'elle, il la ramène sur son île. Dans le même moment, Diego, un républicain espagnol, y a trouvé refuge. L'île est soudain coupée du monde. Louvaine a une crise d'appendicite. Diego, qui est médecin, se propose pour l'opérer, et il ne va pas tarder à tomber amoureux de sa malade...

## Fiche technique
- Titre : Le diable souffle
- Réalisation : Edmond T. Gréville
- Assistant réalisateur : Louis Pascal
- Scénario original: Edmond T. Gréville
- Adaptation : Edmond T. Gréville, Max Joly, Jean Josipovici
- Dialogues : Edmond T. Gréville, Norbert Carbonnaux
- Script girl : Lucie Lichtig
- Décors : Jean Douarinou
- Photographie : Henri Alekan
- Ingénieur du son : Paul Habans
- Montage : Georges Arnstam
- Musique : Yves Baudrier, dirigée par André Girard
- Producteur : André Verdet-Kléber
- Directeur de production : Armand Bécué
- Sociétés de production : Bureau Cinématographique et Musical, La France en marche
- Société de distribution : United Artists
- Lieu de tournage : studio La Victorine à Nice
- Pays d’origine :  France
- Langue : Français
- Format : Noir et blanc - 35 mm - Son mono
- Genre : Film dramatique
- Durée : 95 minutes
- Date de sortie : 23 septembre 1947

## Distribution
- Charles Vanel : Laurent
- Héléna Bossis : Louvaine
- Jean Chevrier : Diego
- Margo Lion : Pépita
- Henri Maïk : Pascal
- Clément Bairam : un douanier
- Jean-François Martial : un douanier
- Edouard Hemme : le curé
- Aimé Gaillard : la patron du piano-bar
- Nickla Valli : la demoiselle du vestiaire
- Jean Schenone : le chasseur du piano bar
- Félix Clément : un inspecteur de police
- Miquel Villa : un inspecteur de police